# L'Inferno
L'Inferno (en español, El infierno) es una película muda italiana de 1911, siendo una adaptación libre de Infierno, el primer cántico de la Divina Comedia de Dante Alighieri. L'Inferno tardó más de tres años en realizarse y fue el primer largometraje italiano.

## Trama
A Dante se le impide entrar en la colina de la salvación por tres bestias que bloquean su camino (Avaricia, Orgullo y Lujuria). Beatriz desciende desde el cielo y pide al poeta Virgilio que guíe a Dante a través de los Nueve Círculos del Infierno. Virgilio lleva a Dante a una cueva donde encuentran el río Aqueronte, por el que Caronte transporta las almas de los muertos al infierno. También ven al Cerbero de tres cabezas y a Gerión, una serpiente voladora con rostro de hombre. Ven al Diablo devorando a seres humanos enteros, arpías devorando los cadáveres de los suicidas, a un hombre malvado obligado a llevar su propia cabeza cortada por la eternidad, a personas medio enterradas en lava en llamas, etc.
Sigue una serie de encuentros en los que los dos se encuentran con varios personajes históricos anteriormente famosos cuyas almas fueron negadas tanto por el Cielo como por el Infierno, y escuchan algunas de sus historias contadas en flashback. Estos personajes incluyen a Homero, Horacio, Ovidio, Lucano, Cleopatra, Dido, el traidor Caifo, el conde Ugolino, Pier della Vigna, Francesca de Rímini y su amante Paolo, Bruto y Casio, Mahoma y Helena de Troya. La principal atracción de la película son los fantásticos diseños de escenarios que representan los horrores del infierno, con excesiva violencia y sangre, diseñados para asustar al público y hacer que se vuelva piadoso o temeroso de Dios.

## Reparto
- Salvatore Papa como Dante Alighieri;
- Arturo Pirovano como Virgilio;
- Giuseppe de Liguoro como el conde Ugolino;
- Augusto Milla como Lucifer;
- Attilio Motta;
- Emilise Beretta.

## Producción
Las representaciones del infierno de L'Inferno siguieron de cerca las de los grabados de Gustave Doré para una edición de la Divina Comedia, con el que el público internacional estaba familiarizado, y empleaba varios efectos especiales.
Así como la Divina Comedia de Dante sitúa a Mahoma en el infierno, la película también tiene una representación momentánea poco halagadora de Mahoma en su secuencia del Infierno (su pecho explota, exponiendo sus entrañas).
Las escenas del infierno de la película fueron reutilizadas en una película de explotación estadounidense de 1936, Hell-O-Vision, y en la película de raza de 1944 Go Down, Death!. Algunas juntas de censura cinematográfica estatales estadounidenses exigieron la eliminación de las secuencias del infierno de L'Inferno utilizadas en Go Down, Death!, como una en la que se ve momentáneamente el pecho desnudo de una mujer.

## Lanzamiento
L'Inferno fue proyectada por primera vez en Nápoles, en el Teatro Mercadante, el 10 de marzo de 1911. Fue un éxito internacional y recaudó más de 2 millones de dólares en los Estados Unidos, donde su duración dio a los propietarios de los cines una excusa para subir los precios de las entradas.
Nancy Mitford registró haber visto la película en Italia en 1922, refiriéndose a ella como Dante. Ella anotó que duró desde las 9 hasta las 12:15, incluyendo dos intermedios, y detalló muchas de las muertes y torturas de la película. Su descripción de la película en la carta que recibió a casa se cita en la biografía Nancy Mitford de Harold Acton.

## Relanzamiento
Durante muchos años, L'Inferno prácticamente no fue reestrenada y sólo estuvo disponible en copias incompletas y de menor calidad.
- En 2004, el sello Snapper Music lanzó en DVD del Reino Unido una versión recientemente restaurada de la película, que combinaba copias británicas y estadounidenses del Archivo Nacional del BFI y la Biblioteca del Congreso. Fue compuesta por padre e hijo Edgar y Jerome Froese, de la banda electrónica alemana Tangerine Dream. La película tiene intertítulos en inglés y subtítulos en alemán, francés, español e italiano.
- En 2011, en el centenario de L'Inferno, se lanzó en su propio sello de DVD una restauración digital nueva y más completa realizada por la Cineteca di Bolonia de Italia. Esta versión tiene intertítulos originales en italiano, subtítulos en inglés opcionales y la opción de una partitura electroacústica de Edison Studio o una composición para piano de Marco Dalpane. También tiene muchos extras, incluidos algunos primeros cortos italianos restaurados y un libro de bolsillo bilingüe.